# Kleinliebenau
Kleinliebenau ist ein Ortsteil der Stadt Schkeuditz im Landkreis Nordsachsen.

## Geografie

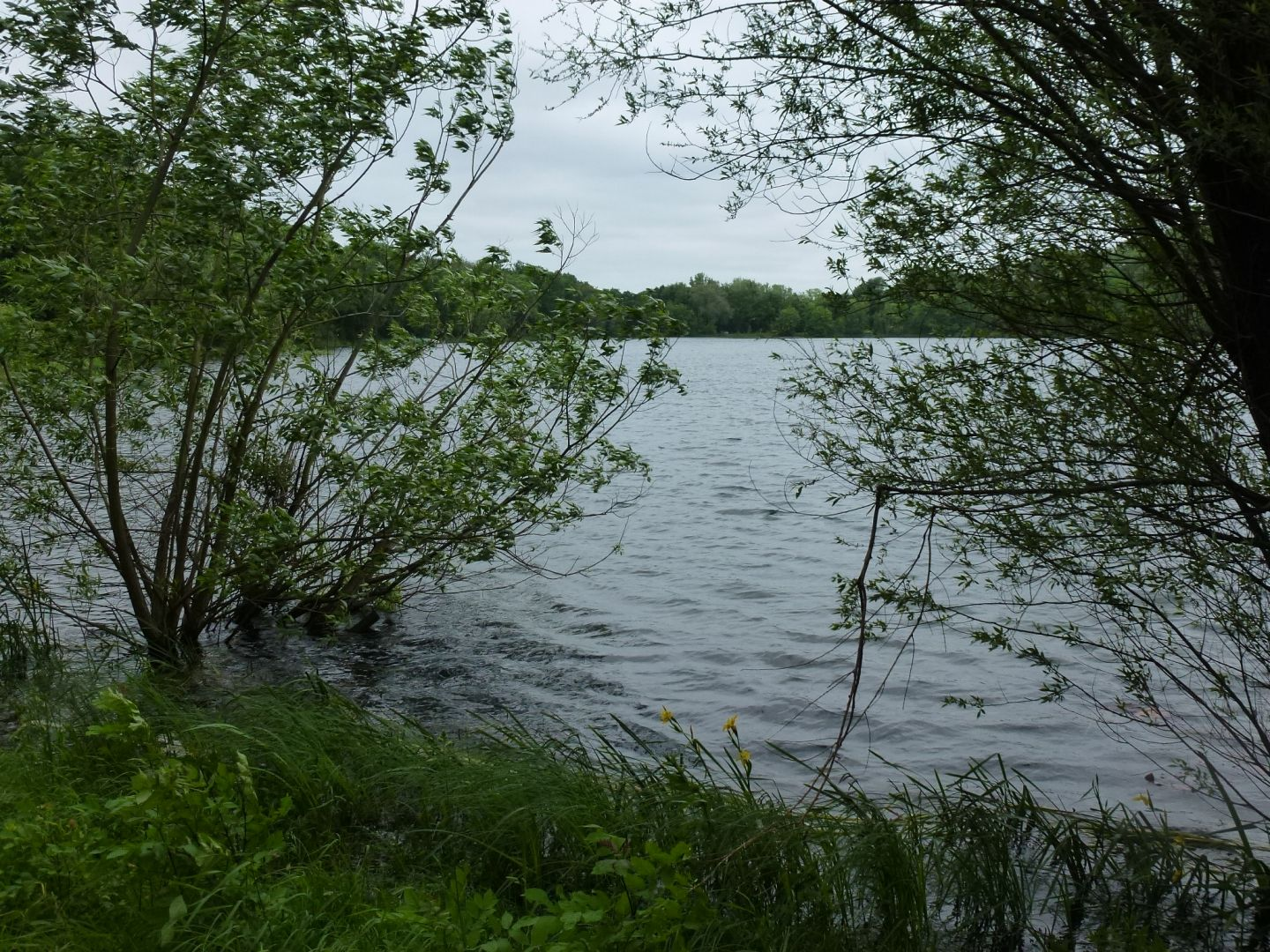
Autobahnsee Kleinliebenau

Das Straßendorf liegt südwestlich des Schkeuditzer Stadtzentrums an der Grenze zur Stadt Leuna in Sachsen-Anhalt. Westlich der Ortslage befindet sich der Autobahnsee mit einem Campingplatz nahe der namensgebenden Bundesautobahn 9. Über die östlich von Kleinliebenau verlaufende Bundesstraße 186 können die beiden Autobahnanschlussstellen 16 Großkugel im Norden und 17 Leipzig-West im Süden erreicht werden. Durch den Ort verläuft die von der Bundesstraße abzweigende Staatsstraße 178 in Ost-West-Richtung, die jenseits der Landesgrenze in Sachsen-Anhalt als (gleichrangige) Landesstraße 185 weiterführt. Südlich des Dorfes befindet sich ein Kiestagebau.
Nördlich der Ortslage zweigt die Luppe kurz vor der Mündung der kanalisierten Neuen Luppe in die Weiße Elster als naturnaher Unterlauf ab.
Umgebende Orte sind Wehlitz im Norden, die Schkeuditzer Innenstadt im Nordosten, Dölzig im Süden und jenseits der Landesgrenze Möritzsch und Kötschlitz im Südwesten, Horburg im Westen und Maßlau im Nordwesten. Östlich liegt das Ausflugslokal Domholzschänke im Leipziger Auwald.

## Geschichte

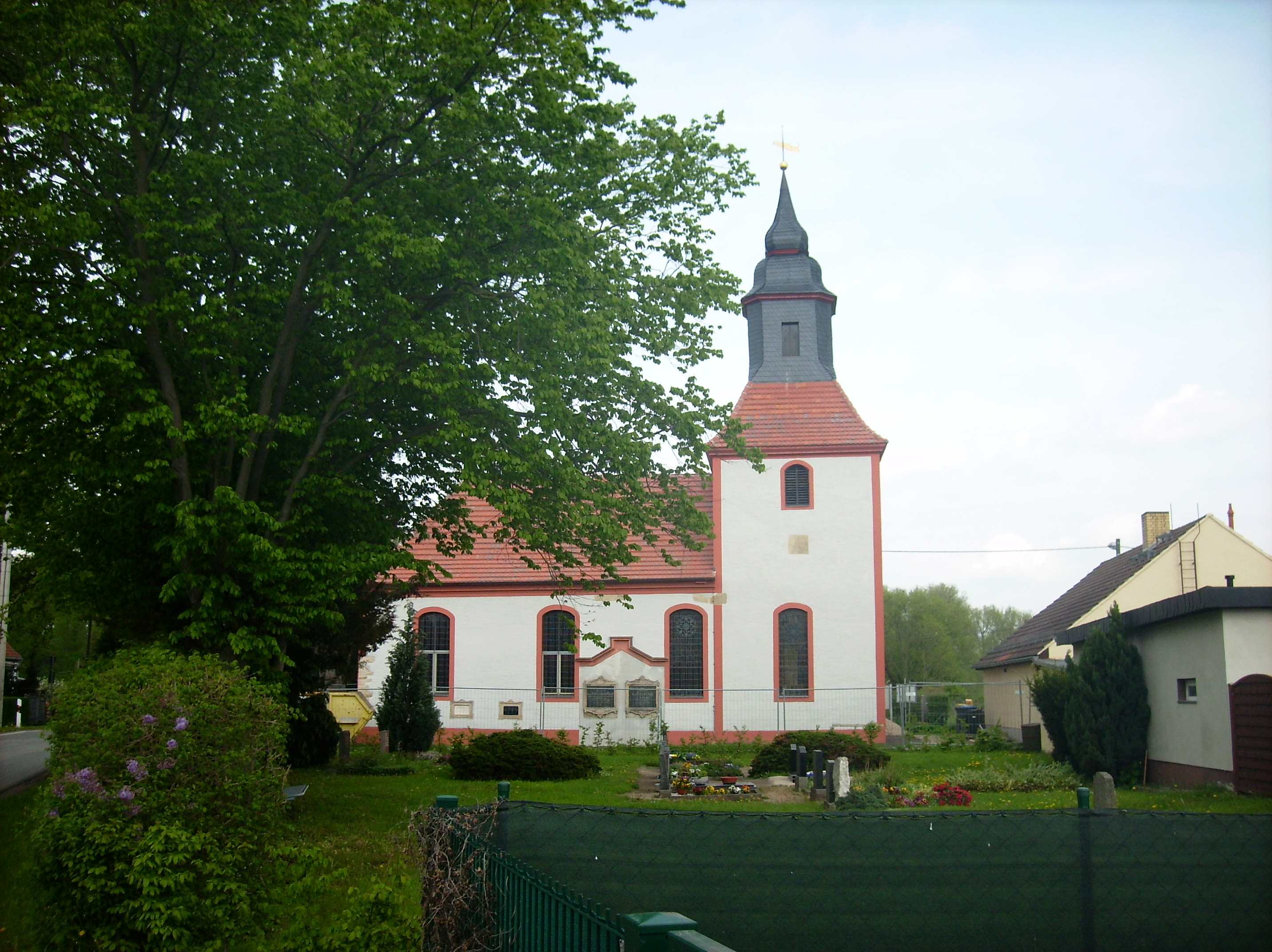
Rittergutskirche Kleinliebenau

### Ortsgeschichte
Das Dorf Kleinliebenau wurde im Jahr 1307 als parvum Lyuenow urkundlich erwähnt, zwei Jahre später fand die Kirche Erwähnung in einer Urkunde des Merseburger Bischofs Heinrich IV. Eine Sakramentnische mit einem Bildnis des Heiligen Nikolaus als Schutzpatron der Kaufleute deutet an, dass diese auf dem Weg in die Stadt Leipzig durch Kleinliebenau kamen.
Im Dorf bestand spätestens im 15. Jahrhundert ein Rittergut, das die Grundherrschaft über den Ort ausübte. Kleinliebenau lag im hochstiftlich-merseburgischen Amt Schkeuditz, das seit 1561 unter kursächsischer Hoheit stand und zwischen 1656/57 und 1738 zum Sekundogenitur-Fürstentum Sachsen-Merseburg gehörte. Nach den für das Königreich Sachsen verlorenen napoleonischen Kriegen und der im Wiener Kongress beschlossenen Teilung des Königreiches Sachsen kam Kleinliebenau im Mai 1815 (als im Vertrag genannter Grenzort) mit dem Westteil des Amts Schkeuditz an Preußen und wurde nach einer Verwaltungsreform dem 1816 gebildeten Landkreis Merseburg in der Provinz Sachsen angegliedert.
Zum Ende des Zweiten Weltkriegs war die Region amerikanisch besetzt. Nachdem sich die Amerikaner zurückzogen, lag der Ort in der Sowjetischen Besatzungszone. Das danach neu gebildete Land Sachsen-Anhalt wurde 1952 im Rahmen der Verwaltungsreform in der DDR aufgelöst und Kleinliebenau kam zum Kreis Leipzig-Land im Bezirk Leipzig. Wenig später wurde der Ort zum 1. Januar 1957 nach Dölzig eingemeindet. Mit Dölzig kam Kleinliebenau 1994 zur Gemeinde Bienitz und nach deren Auflösung am 1. Januar 2000 zur Stadt Schkeuditz.

### Bevölkerungsentwicklung
| Jahr | Einwohner |
| ---- | --------- |
| 1818 | 133       |
| 1880 | 160       |
| 1895 | 155       |
| 1910 | 135       |
| 1925 | 151       |
| 1939 | 123       |
| 1946 | 177       |
| 1950 | 191       |
| 2006 | 144       |
| 2011 | 159       |
| 2013 | 151       |
| 2015 | 154       |

Im Jahr 1568 wirtschafteten in Kleinliebenau 14 besessene Mann. Rund zwei Jahrhunderte später lag die Zahl der Wirtschaften 1764, ein Jahr nach Ende des Siebenjährigen Krieges, noch immer bei 14, allerdings setzte sie sich aus 2 besessenen Mann und 12 Häuslern zusammen. Im Jahr 1806 gab es keine Bauern mehr, dafür war die Zahl der Häusler auf 18 angestiegen.
Von der ersten gleichen Bevölkerungserhebung im Jahr 1818 stieg die Einwohnerzahl bis 1880 von 133 auf 160, davon 105 in der Landgemeinde und 55 im gleichnamigen Gutsbezirk. Bis zum Zweiten Weltkrieg fiel die Einwohnerzahl auf 123 ab, stieg in den ersten Nachkriegsjahren allerdings auf knapp 200.
Seit der Eingemeindung werden keine amtlichen Einwohnerzahlen mehr für Kleinliebenau ausgewiesen. Von der Stadt Schkeuditz veröffentlichte Zahlen zeigen, dass die Einwohnerzahl in den Jahren 2007 bis 2011 von 144 um rund 10 % auf 159 stieg, in den darauffolgenden zwei Jahren allerdings ein Rückgang zu verzeichnen war.
Mit 154 gemeldeten Hauptwohnsitzen (2015) liegt die Einwohnerzahl auf dem Niveau der Zwischenkriegszeit.

### Ortsname
Urkundliche Formen des Ortsnamens umfassen parvum Lyuenow (1307), Wenigen Libenaw (1431), Kleyn Liebenaw (1545) und Klein Liebenau (1791).

### Erdbeben 2017
In der Nacht des 29. April 2017 erschütterte ein Erdbeben der Stärke 3 die Leipziger Region, das Epizentrum lag bei Kleinliebenau.

## Wirtschaft

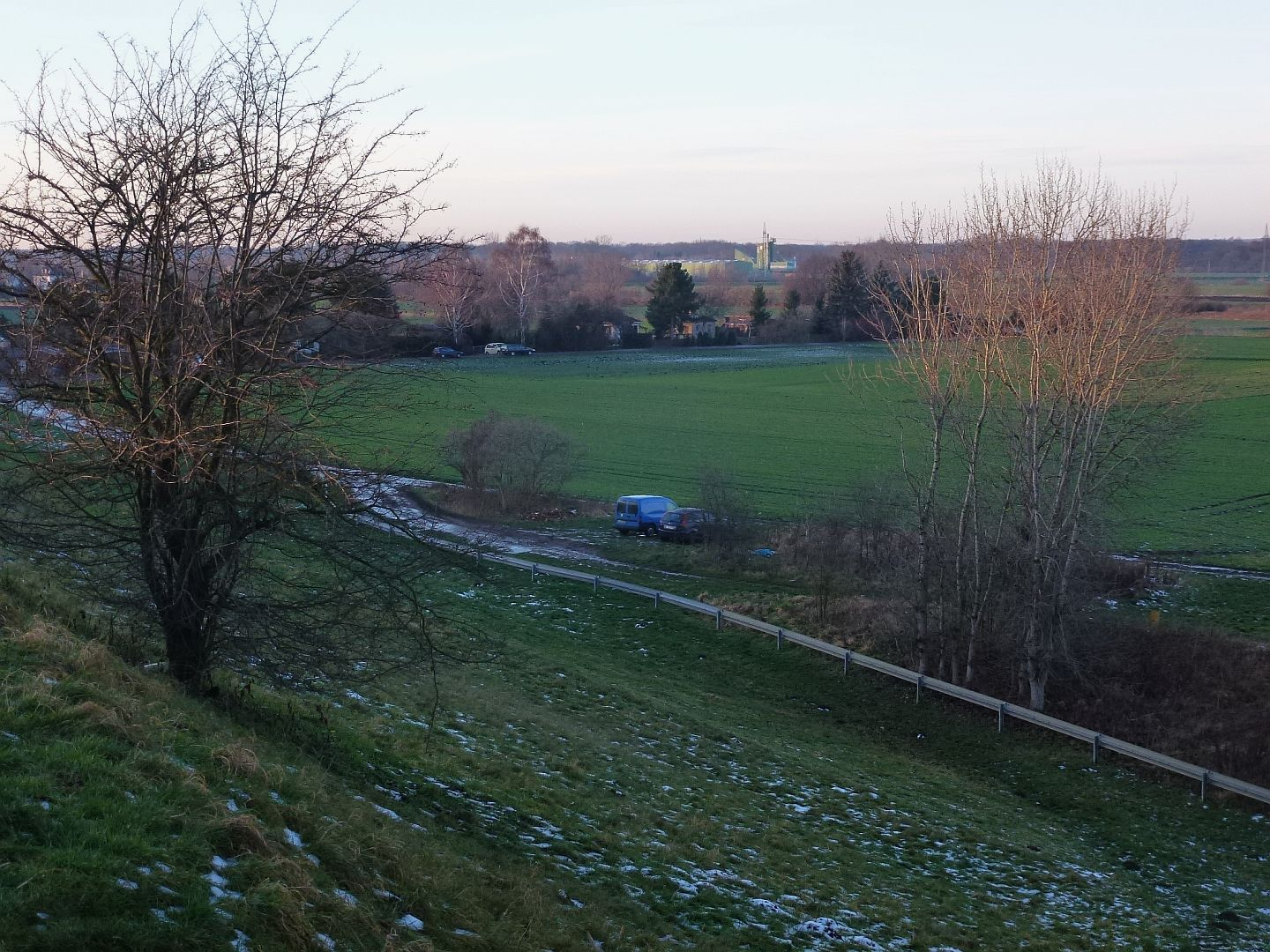
Kieswerk, vom Damm des Elster-Saale-Kanals aus gesehen

Die Radmer Bau Kieswerke GmbH & Co. betreibt im Südosten von Kleinliebenau ein Kieswerk, das auf Grund eines ausgelaufenen Betriebsrahmenplanes im Januar 2016 den Kiesabbau und ein Jahr später seinen Betrieb vorerst einstellen musste. Im Jahr 2020 genehmigte das Sächsische Oberbergamt die Erweiterung des Abbaufelds.
Ein Nachnutzungskonzept sieht nach Abschluss des Abbaubetriebs die Schaffung eines Angelgewässers, die Wiederherstellung landwirtschaftlicher Nutzflächen sowie die Schaffung von Gehölzflächen vor.

## Kulturdenkmale
In der Liste der Kulturdenkmale in Schkeuditz sind für Kleinliebenau drei Kulturdenkmale aufgeführt.

## Kirche

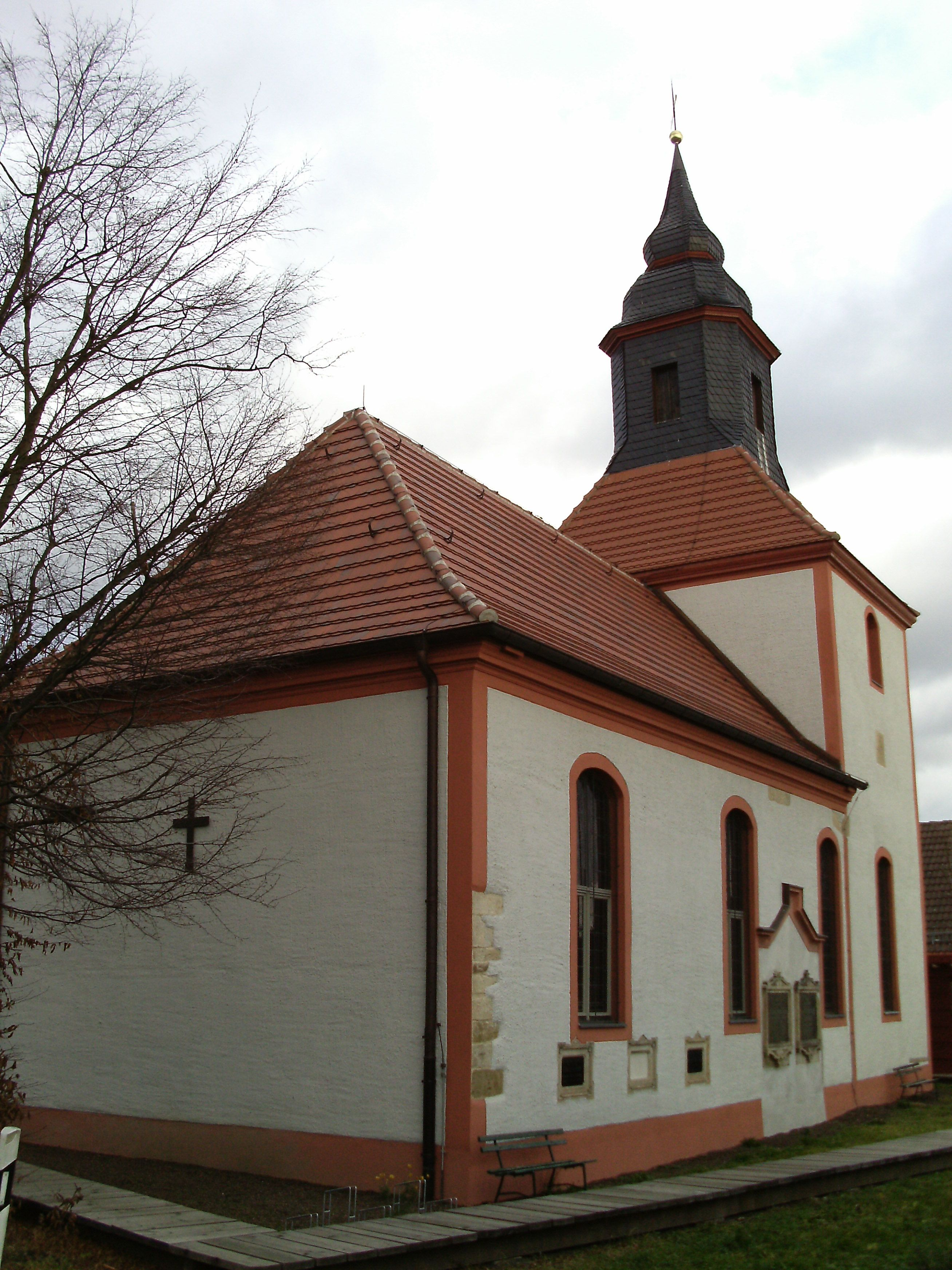
Südwestansicht der Kirche

Zur 1309 erwähnten Kirche gehörte bis in den Dreißigjährigen Krieg ein Pfarrgehöft, das nach der Zerstörung nicht wieder aufgebaut wurde. Im Jahr 1706 erhielt die Kirche einen neuen Kirchturm.
Infolge eines Brandes wurde sie 1785 mit dem Ostturm neu aufgebaut, eine Innen- und Außenrenovierung erfolgte 1889. Im Ersten Weltkrieg wurden die beiden Glocken und die Prospektpfeifen der Orgel als Metallspende abgegeben.
Nach dem Zweiten Weltkrieg blieben notwendige Renovierungen aus und die verfallene Patronatsloge musste 1956 abgebrochen werden. In den siebziger Jahren fanden die letzten Gottesdienste in der Kirche statt, die seit langem eine Filialkirche von Horburg war.
Die Stadt Schkeuditz verkaufte 2005 die Kirche aus dem kommunalen Eigentum zum symbolischen Preis von einem Euro an den Leipziger Religionslehrer Henrik Mroska, der die Nutzungsrechte auf den im gleichen Jahr gegründeten Kultur- und Pilgerverein Kleinliebenau übertrug. Dieser sorgte in den Jahren 2007 bis 2012 für eine umfassende Innen- und Außensanierung, die mit der Orgelweihe am 23. Dezember 2012 ihren Abschluss fand. Für den Erhalt der Kirche erhielt Mroska im Jahr 2022 den Sächsischen Bürgerpreis in der Kategorie Traditionen pflegen – Geschichte verstehen (Heimat).
Aus der Zeit des 1785 erfolgten Wiederaufbaues ist die Inneneinrichtung nahezu vollständig erhalten, zudem steht an der südlichen Innenwand ein Epitaph aus der Zeit des Dreißigjährigen Kriegs.
Der Verein möchte mit einem umfangreichen Kulturangebot die Rittergutskirche am Ökumenischen Pilgerweg als Ort der Einkehr und Begegnung erhalten.